# Gerszon
Gerszon (hebr. גרשון) – postać biblijna ze Starego Testamentu.
Najstarszy syn Lewiego. Miał dwóch synów - Libniego i Szimei, którzy wraz ze swoimi potomkami tworzyli jedną z trzech grup lewitów. W niektórych fragmentach Biblii jest on również nazywany imieniem Gerszom.